# 新安所街道
新安所街道，是中华人民共和国云南省红河哈尼族彝族自治州蒙自市下辖的一个街道办事处，位于蒙自市中部，辖区面积87.2平方千米，下辖3个居民委员会，4个村民委员会，55个自然村，48个村民小组。2020年，街道总人口45,124人。世居民族有汉、壮、彝，其中汉族人口占77%，是蒙自市汉族人口比例最高的乡级行政区。
西汉元封二年（前109年），中原朝廷在新安所一带设立贲古县，造就了蒙自两千多年的建县史。明代设立新安守御千户所，“新安所”得名于此。清康熙二十五年（1686年) 裁所存城划入蒙自县。1984年设新安所区。1989年改新安所镇。2021年，撤镇设街道。
新安所为国家级历史文化名镇，境内的新安所古建筑群被列入第八批全国重点文物保护单位名单。新安所亦是蒙自的石榴主产地，被称为“中国石榴之乡”。

## 历史

### 西汉时期
汉武帝元封二年（公元前109年），汉军征服滇国。因新安所特殊的地理位置和其军事价值，遂于今新安所一带设贲古县。

### 明
在明朝大移民的背景下，中原汉人大量涌入云南，这些移民主要以军屯移民为主。其中，新安所便迁入了大量汉族移民，他们成为了蒙自最早的汉族移民。
明正德三年（公元1508年），在新安所设立守御千户所，驻军屯田，地名一直沿用新安所。
明正德十二年（公元1517年），建新安所城。

### 清

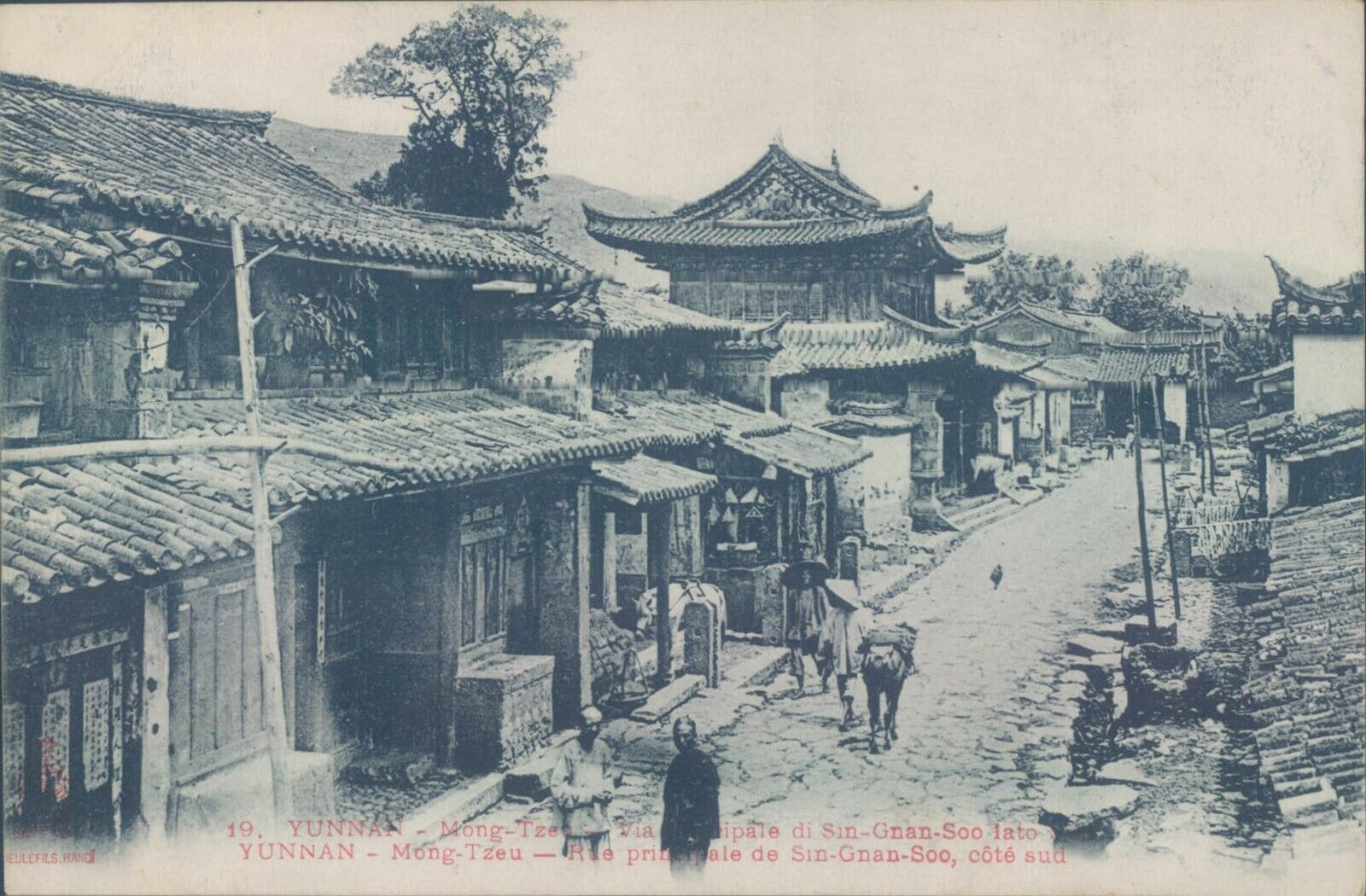
清末时期的新安所

康熙二十六年（公元1687年），新安所裁归蒙自县。

### 中华人民共和国
2021年8月11日，云南省人民政府批复撤销新安所镇，设立新安所街道

## 行政区划
新安所街道下辖3社区4行政村：
南屯社区，扎下社区，教场社区，何家寨村，响水河村，大新寨村，新庄村。

## 中国传统村落
2013年8月，新安所村被评为第二批中国传统村落。